# Mirbelia pungens
Mirbelia pungens es una especie de planta floral del género Mirbelia, familia Fabaceae, orden Fabales.

## Distribución
Se distribuye por Nueva Gales del Sur, Queensland y Victoria, Australia.

## Taxonomía
Fue descrita por A. Cunn. ex G.Don y publicada en Gen. Hist. 2: 126 (1832).